# Lipecka oblast
Lipecka oblast (rus. Липецкая область) je federalna oblast u Rusiji. Administrativni centar je grad Lipeck.

## Vanjske poveznice
- (engl.) Službene stranice  Arhivirana inačica izvorne stranice od 14. veljače 2008. (Wayback Machine)